# أشلي هنتر
أشلي هنتر (بالإنجليزية: Ashley Hunter)‏ (29 سبتمبر 1995 في المملكة المتحدة - ) هو لاعب كرة قدم بريطاني في مركز الهجوم. لعب مع Ilkeston F.C. ‏ وفليتوود تاون.

## وصلات خارجية
- أشلي هنتر على موقع قاعدة بيانات كرة القدم.إي يو (الإنجليزية)
- أشلي هنتر على موقع Soccerbase.com (لاعب) (الإنجليزية)
- أشلي هنتر على موقع Soccerway.com (الإنجليزية)